# Lådvin

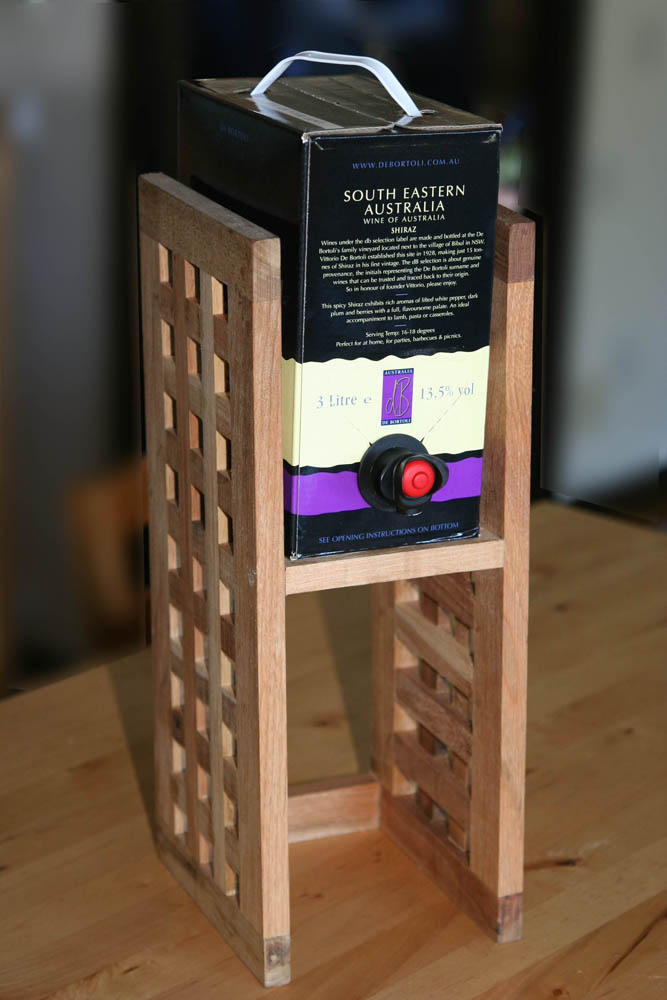
Lådvin i ställ

Lådvin, boxvin eller bag-in-box-vin är vin som är förpackat i en så kallad bag in box.

## Historia
Förpackningstypen utvecklades i USA på 1950-talet. År 1967 skapade den australiska vinproducenten Tom Angove den första vinboxen med lufttät kran. Lådvin lanserades i USA på 1970-talet med till en början måttlig framgång och spreds sedan över världen.
Första gången lådvin såldes i Sverige var i november 1996. Till en början fanns det motstånd hos Systembolaget att sälja vin på kartong med motiveringen att alkoholkonsumtionen skulle öka och att förpackningen var opraktisk, men lådviner blev snabbt populärt i Sverige. I många länder är det främst enklare viner av låg kvalitet som säljs på box, men de lådviner som säljs i Sverige anses generellt vara av god kvalitet.

## Förpackningen
Konstruktionen med en tät, mjuk plastpåse i en robust låda av kartong (engelska bag in box, ’påse i låda’) är inte unik för lådvin. Lådviner kommer dock vanligen med en kran som gör det enkelt att tappa vin i glas. Förpackningen underlättar transport genom att den väger mindre, inte spricker och är lättare att trava, eftersom den är blockformad. Det finns också ofta ett bärhandtag. Förpackningen är mer miljövänlig att tillverka och transportera än glas- och plastflaskor. I vissa länder säljs billiga viner i 5- och 10-litersförpackningar. I Sverige säljs lådviner främst i 3-litersförpackningar, men även 1,5-litersförpackningar förekommer.

## Hållbarhet
Eftersom förpackningen lättare kan återförslutas kan hållbarheten ofta vara längre än för en öppnad flaska. Men plast har inte en alltför tät struktur, och därför rekommenderas att förbruka vitt vin och rosévin inom sju dagar, för att inte förlora deras viktigaste egenskap: friskheten, medan rött vin kan klara sig i öppnad förpackning upp till 14 dagar. För förvaring av de öppnade förpackningarna gäller kylskåp för vitt vin och rosévin och svalskåp för rödvin. Förvaring i kylskåp kan ge en hållbarhet på upp till 3-6 veckor. Om lådan förvaras i rumstemperatur blir hållbarheten hälften så lång. Hållbarheten beror också på hur mycket det finns kvar i förpackningen, ju mindre vin kvar desto kortare hållbarhet. En oöppnad förpackning med rött vin är enligt Systembolaget hållbar i cirka 10 månader från tappdatumet, för rosé och vitt vin är hållbarheten cirka 8 månader.

## Konsumtion i Sverige
I Sverige uppges mer än hälften av allt vin som säljs vara lådviner, en nivå som började uppnås under de senare åren av 2000-talet (2005-2010) och har behållits under 2010-talet. En studie från Centralförbundet för alkohol- och narkotikaupplysning publicerad 2017 visar att de som köper lådvin dricker 50% mer än de som köper vin på flaska. Anledningen uppges vara prisfaktorer och förpackningens utformning. Enligt studien är de som främst köper lådvin kvinnor, högutbildade, äldre och personer med hög alkoholkonsumtion. Sett till konsumtion dricker män och kvinnor lika mycket lådvin.